# Ksenija Bekeris
 Ksenija Milda Bekeris (* 11. April 1978 in Hamburg) ist eine deutsche Politikerin der SPD. Sie ist seit Januar 2024 Hamburger Schulsenatorin. Zuvor war sie von 2008 bis 2024 Mitglied der Hamburgischen Bürgerschaft.

## Leben und Beruf
Nach dem Erwerb der allgemeinen Hochschulreife 1997 am Gymnasium Kaltenkirchen begann Ksenija Bekeris von 1998 bis 2000 an der Hamburger Universität ein Studium der Medizin. Von 2000 bis 2001 legte sie in Michigan/USA einen Auslandsaufenthalt ein, ehe sie von 2001 bis 2006 ihr Soziologiestudium in Hamburg absolvierte. Ihr Studium beendete Ksenija Bekeris als Diplom-Soziologin mit den Schwerpunkten Kinderarmut und Generationengerechtigkeit. In den Nebenfächern hatte sie Politische Wissenschaft, Psychologie und Erziehungswissenschaft studiert.
Während ihres Studiums war Ksenija Bekeris durchgehend berufstätig und arbeitete bspw. als Lehrbegleitung an einer Gesamtschule. Lange Zeit war sie in der Sprachförderung von Kindern tätig. Seit 2015 ist sie Berufsschullehrerin.

## Politik
Ksenija Bekeris trat 2003 in die SPD ein. Sie ist stellvertretende Vorsitzende des SPD-Distriktes Barmbek-Mitte und seit 2006 Mitglied des Kreisvorstandes der SPD im Bezirk Hamburg-Nord. Seit 2021 ist sie stellvertretende Landesvorsitzende der SPD Hamburg.
Bei der Bürgerschaftswahl 2008 konnte sie als direkt gewählte Abgeordnete im Wahlkreis Barmbek – Uhlenhorst – Dulsberg in die Hamburgische Bürgerschaft einziehen. Bei den Bürgerschaftswahlen 2011, 2015, 2020 und 2025 wurde sie erneut in die Bürgerschaft gewählt. Von 2011 bis 2024 war Bekeris stellvertretende Fraktionsvorsitzende und sozialpolitische Sprecherin der SPD-Fraktion in der Bürgerschaft. Sie war Mitglied im Ausschuss für Soziales, Arbeit und Integration und im Haushaltsausschuss. Entsprechend der Hamburgischen Verfassung ruht ihr Bürgerschaftsmandat seit ihrer Berufung in den Senat im Januar 2024.
Am 17. Januar 2024 wurde Bekeris zur Senatorin für Schule und Berufsbildung im Senat Tschentscher II ernannt. Sie trat die Nachfolge von Ties Rabe (SPD) an. Mit der Bildung des Senats Tschentscher III am wurde der Behörde zusätzlich die Zuständigkeit für Familienpolitik übertragen.